# Marinemeuterei 1917
Marinemeuterei 1917 ist ein deutscher Spielfilm von Hermann Kugelstadt aus dem Jahr 1969 nach einem Dokumentarspiel von Michael Mansfeld, das auf einer wahren Begebenheit beruht. Das Szenenbild stammt von Heinrich Mager.

## Handlung
Der von der Aurora Television im Auftrag des ZDF produzierte Film beschreibt eine Meuterei deutscher Matrosen der Hochseeflotte im Sommer 1917 am Ende des Ersten Weltkriegs. Der Aufstand der Matrosen, zunächst mehr ein Akt der Auflehnung gegen die Willkür der Offiziere einerseits und ihre als bedrückend, armselig und lähmend empfundenen Lebensverhältnisse auf den vor Anker liegenden Schiffen andererseits, entwickelt sich zu einer Meuterei, die zunehmend auch die politischen Machtverhältnisse der Marine – und damit des kriegführenden Staates insgesamt – in Frage stellt.
Die Meuterei scheitert, die aufständischen Matrosen auf den Großlinienschiffen Friedrich der Große und Prinzregent Luitpold werden festgesetzt. Als „Haupträdelsführer“ wegen „vollendeten Aufstandes“ werden die Matrosen Max Reichpietsch, Albin Köbis, Hans Beckers, Willy Sachse und Wilhelm Weber angeklagt. Die gegen Sachse, Weber und Beckers verhängten Todesurteile werden in Zuchthausstrafen von je 15 Jahren umgewandelt, die Todesurteile gegen Max Reichpietsch und Albin Köbis werden auf dem Schießplatz Wahn bei Köln am 5. September 1917 vollstreckt.

## Hintergrund
Die beiden verhängten Todesurteile waren zwei von insgesamt 150 während des Krieges verhängten Urteilen, von denen 48 vollstreckt wurden.
Wilhelm Dittmann, links-sozialdemokratischer Politiker und Mitglied des Reichstags, beurteilte das Gerichtsverfahren in seiner 1926 erschienenen Schrift Die Marine-Justizmorde von 1917 und die Admirals-Rebellion von 1918 als einen „militärischen Willkürakt aus politischen Motiven“.